# صموئيل برادستريت
السير صموئيل برادستريت (أكتوبر 1738 – 2 مايو 1791)  هو سياسي أيرلندي ومحامٍ وقاض.
كان الابن الثاني للسير سيمون برادستريت، البارون الأول كيلمنهام، وزوجته وابنة عمه إلين برادستريت، ابنة صمويل برادستريت  في عام 1773، خلف صموئيل شقيقه الأكبر سيمون في البارونة الثالثة واصبح البارون الثالث.
تلقى تعليمه في كلية ترينيتي في دبلن ثم أصبح مستشار الملك في عام 1767 
في عام 1766، أصبح مسجلًا في دبلن.  دخل برادستريت مجلس العموم الأيرلندي كعضو في البرلمان (Dublin) لمدينة دبلن في عام 1776، ممثلاً عن الدائرة الانتخابية حتى عام 1784،  عندما تم تعيينه قاضيًا رابعًا في محكمة كينش بينش (أيرلندا). من المفارقات، مثل العديد من زملائه، عارض برادستريت كسياسي زيادة عدد قضاة المحكمة العليا: لاحظ إلينجتون بول بسخرية أن زيادة الراتب وضمان أمن الحيازة أقنعته بخطأ طرقه. على عكس معظم زملائه، كان قادرًا على العمل بشكل متناغم مع رئيس قاضيه، جون سكوت، الذي أطلق عليه اسم «مساعدتي».
كان متحدثًا جيدًا ومتكررًا في البرلمان: على الرغم من ارتباطه الوثيق بالحزب الوطني الأيرلندي، تصادم في بعض الأحيان مع هنري جراتان، وادعى أن الحريات الممنوحة بموجب دستور 1782 كانت غير كافية.  افتخر بنفسه «باستقلالية عقله». وفقًا لـ Ball ، فإن لقبه "Slippery Sam" لا يعني أنه كان فاسدًا أو غير جدير بالثقة ولكن بدلاً من ذلك لا يمكن لأي حزب الاعتماد على دعمه.
وقد وصف بأنه شخص حازم وحاسم، وخشن من حيث الأسلوب، وبدني للغاية (رئيس القضاة سكوت، الذي كان ثقيلًا إلى حد ما، أطلق عليه بشكل مستهتر اسم «الرجل المزدوج»). 
في 19 يناير 1771، تزوج من إليزابيث تولي، ابنة الدكتور جيمس تولي،  وانجب منها أبناءه الأربعة. توفي برادستريت في منزله في بوتسيرستاون في مقاطعة دبلن. وقد خلفه في البارونة ابنه الأكبر سيمون.  وتوفيت أرملته عام 1799.